# 歌追い人
『歌追い人』（原題：Songcatcher）は、2000年製作のアメリカ映画。アパラチア地方の音楽に魅了された学者を描く。

## キャスト
※括弧内は日本語吹替
- リリー・ペンレリック - ジャネット・マクティア（塩田朋子）
- トム・ブレッドソー - エイダン・クイン（巻島康一）
- ヴァイニー・バトラー - パット・キャロル（久松夕子）
- エルナ・ペンレリック - ジェーン・アダムス（坪井木の実）
- ハリエット・トリヴァー - E・キャサリン・カー
- デラディス・スローカム - エミー・ロッサム（斉藤梨絵）
- フェイト・ハニカット - グレゴリー・ラッセル・クック（内埜則之）
- デクスター・スピークス - タジ・マハール
- パーリー・ジェントリー - ミューズ・ワトソン